# Kelpie (hond)
De kelpie is een hondenras.

## Oorsprong
De kelpie stamt af van de zwart-bruine collies (de algemene naam voor herders in Groot-Brittannië). Deze collies hadden een draadharige vacht en had rechtopstaande oren en werden rond 1870 van Groot-Brittannië naar Australië gebracht. Zijn oorsprong vond dit ras in een teef met de naam Kelpie, die goede prestaties tijdens herderswedstrijden leverde en wier pups veelgevraagd waren. Het ras werd naar deze teef genoemd. Het is mogelijk dat in het begin nog andere rassen in deze lijn werden ingefokt. Dat dingo's werden ingefokt, is niet waarschijnlijk. Tegenwoordig is het ras opgesplitst in de Australian kelpie en de Working kelpie.

## Australian kelpie
De Australian kelpie is de variant van het ras dat door de FCI erkend is. Deze honden hebben dus een stamboom. De 'Australian' onderscheidt zich van de 'working' doordat de eerste een minder grote werkdrift heeft. De 'Australian' is wel goed als huishond te houden, hoewel ook voor deze goede uitlaatkleppen voor de werklust moet worden geboden. Hierbij kun je denken aan sporten zoals: behendigheid, flyball, obedience of schapendrijven.

## Working kelpie
De working kelpie kan minder goed als huishond gehouden worden, omdat hij veel energie kwijt moet door middel van veedrijven. Het is een vriendelijke hond die veel moet kunnen bewegen.

## Karakter
De kelpie is een goed geproportioneerde hond. Hij is attent en werkt graag. Voor zijn werk moet hij snel en behendig zijn, maar tegelijk ook de mogelijkheid hebben rustig en traag te bewegen als de situatie dat vraagt. Het ras heeft een uitstekend prestatievermogen en wordt ingezet voor het bewaken en hoeden van grote kuddes schapen.

## Uiterlijk
Voor de Australian kelpie bestaat een rasstandaard. De meest voorkomende kleuren van de 'Australian' in Nederland zijn chocoladebruin (chocolate) en zwart (black, barb), maar ook kelpies in de kleuren lichtbruin (fawn), rood (red), rokig blauw (blue smoke), zwart en bruin (black and tan) en rood en bruin (red and tan) komen voor.
De working kelpie heeft een korte vacht met of zonder ondervacht. Alle kleuren en aftekeningen die historisch in de ontwikkeling voorkwamen, zijn toegestaan. Voor working kelpies is er geen rasstandaard. De belangrijkste fokcriteria zijn de herderskwaliteiten.
Reuen hebben een schofthoogte van 46 - 51 cm en teven zijn 43 - 48 cm hoog. Het gewicht is 14 - 21 kg. Deze maten zijn voor beide types gelijk.